# Kalliosaari (ö i Lappland, Rovaniemi, lat 66,35, long 24,83)
Kalliosaari är en ö i Finland. Den ligger i sjön Vaajärvi och i kommunerna Övertorneå och Rovaniemi och landskapet Lappland, i den norra delen av landet, 700 km norr om huvudstaden Helsingfors. Öns area är 0,2 hektar och dess största längd är 60 meter i sydöst-nordvästlig riktning.